# جاك فولي (منتج أفلام)
جاك فولي (بالإنجليزية: Jack Foley)‏ هو منتج أفلام أمريكي، ولد في 12 أبريل 1891 في نيويورك في الولايات المتحدة، وتوفي في 9 نوفمبر 1967 في لوس أنجلوس في الولايات المتحدة.

## وصلات خارجية
- جاك فولي على موقع IMDb (الإنجليزية)
- جاك فولي على موقع قاعدة بيانات الفيلم (الإنجليزية)